# Valentin Hossu-Longin
Valentin Hossu-Longin (n. 21 iulie 1939, București, România – d. 7 noiembrie 2016, București, România) a fost un jurnalist și prozator român.

## Biografie
S-a născut la București ca fiu al inginerului mecanic Emilian Hossu și al soției acestuia, Ana (n. Hațeganu), având inițial numele Valentin Hossu. Tatăl lui a fost judecat în procesul politic al lotului Canalului și apoi condamnat la moarte. În timpul procesului public sala a fost înțesată de agitatori, care l-au scuipat pe el și pe membrii familiei. Casa lor a fost confiscată, iar familia a fost nevoită să locuiască într-un beci. Valentin Hossu a urmat studii medii la Liceele „Nicolae Bălcescu” și „Titu Maiorescu” din București, cu bacalaureat obținut în 1956, apoi studii superioare la Facultatea de Filologie a Universității din Cluj (1959-1961) și București, specialitatea teoria și practica presei (absolvită în 1964).
După absolvirea facultății a lucrat ca reporter la ziarele Scînteia (1964-1966), România liberă (1967) și Teleormanul (1968), la Radiodifuziunea Română (1969-1971) și la revista România pitorească (1972-1990). După Revoluția din decembrie 1989 a fost redactor la ziarele Atheneum, Baricada, Rezistența, Democrația creștină și Linia întâi (1990-1992), redactor-șef al revistei Cuget (1992-1996), director al postului de televiziune SOTI (1993-1994), consilier guvernamental (1997-2000), membru în Consiliul de Administrație și consilier al președintelui Societății Române de Radiodifuziune (1999-2001), apoi redactor-șef adjunct al ziarului Curierul Național (din 2003) și senior editor la ziarul Ziua (până în 2016).
A fost căsătorit cu jurnalista de televiziune Lucia Hossu-Longin, viitoarea realizatoare a serialului documentar Memorialul durerii, de care a divorțat în 1980 și cu care a rămas prieten. Într-un articol publicat pe 28 iulie 2006 în paginile ziarului Ziua a recunoscut că a dat note informative la Securitate în timpul cât a lucrat la revista România pitorească, descriind o călătorie de două luni efectuată în Canada și SUA; notele au fost semnate cu numele conspirativ „Horea”. Fosta soție s-a declarat profund șocată de această știre, afirmând că ea nu a știut de semnarea acestui angajament și că a refuzat două propuneri de colaborare cu Securitatea după întoarcerea soțului ei din Canada, concluzionând: „fostul meu soț a fost un om slab”. Cu toate acestea, prin adeverința 763/1 martie 2011, Consiliul Național pentru Studierea Arhivelor Securității (CNSAS) a constatat că nu au fost identificate documente care să indice semnarea unui angajament de colaborare cu Securitatea și nici note informative semnate de Valentin Hossu-Longin, susținând că nu i se poate atribui calitatea de lucrător/colaborator al Securității.
Valentin Hossu-Longin a decedat la 7 noiembrie 2016, la vârsta de 77 de ani, și a fost înmormântat la Cimitirul Bellu din București.

## Activitatea literară
A mai colaborat cu articole și reportaje la revistele Viața studențească, Presa noastră, Tribuna, Steaua, Luceafărul, România literară și Viața Românească. A debutat ca prozator în 1970 în revista Steaua cu schița „La despărțire”, iar în anul următor a publicat volumul de proză scurtă Trenul de flăcări. Este mai cunoscut ca autor al cărților de reportaje Țara Lotrului (1972), Omul pentru om (1977), Prin țara trandafirilor (1979), Soarele din poartă (1989) și al romanului Cel căzut (1980). A fost distins cu Premiul Comitetului Central al Uniunii Tineretului Comunist (1972).
Volumul de proză scurtă Trenul de flăcări (1971) este format din parabole realist-lirice ale unor situații-limită, cu treceri bruște din planul real în planul imaginar, despre care Nicolae Balotă consideră că „violența coloritului bazat pe tușe apăsat-contrastante, metamorfismul dezlănțuit, de o stridență căutata, le plasează în cadrele expresionismului”. Volumele de reportaje ale lui Valentin Hossu-Longin reprezintă un amestec de realități contemporane cu incursiuni istorice, etnografice și folclorice, fără să abunde în statistici, dar cu o oarecare emfază. Astfel, Țara Lotrului (1972) este un volum de reportaje dedicate șantierului hidroenergetic de pe râul Lotru, Omul pentru om (1977) conține reportaje cu o tematică diversă (descoperirile arheologice recente, cercetările științifice românești cu ecou pe plan mondial, inundațiile din 1970 sau cutremurul din 1977), Prin țara trandafirilor este un jurnal de călătorie în Bulgaria, iar Soarele din poartă (1989) constituie o monografie geografică, culturală și economică a Maramureșului.
Romanul Cel căzut este inspirat din viata rugbiștilor, având ambiția de a trata teme foarte diverse (conflictul între generații, confruntarea mentalităților în anii regimului comunist, tema familiei etc.), dar nereușind să obțină rezultate convingătoare, în ciuda unei fluidități narative de tip jurnalistic.

## Opera
- Trenul de flăcări, povestiri, Editura Eminescu, București, 1971;
- Țara Lotrului, reportaje, Editura Reporter, București, 1972;
- Omul pentru om, reportaje, Editura Eminescu, București, 1977;
- Prin țara trandafirilor, reportaje, Editura Albatros, București, 1979;
- Cel căzut, roman, Editura Eminescu, București, 1980;
- Soarele din poartă, reportaje, Editura Sport-Turism, București, 1989;
- Monarhia românească, Editura Litera, București, 1994;
- Clipe de eternitate, proză document, Editura Eminescu, București, 1995;
- A doua Românie, eseuri, Editura Libra, București, 1999;
- Canalul morții. Martor, Editura Fundației Academia Civică, București, 2013;
- Mantaua Iancului, evocări istorice transilvănene, Editura Betta, București, 2014.